# Cadeilhan-Trachère
Ne doit pas être confondu avec Cadeilhan.
Cadeilhan-Trachère est une commune française située dans le sud-est du département des Hautes-Pyrénées, en région Occitanie. Sur le plan historique et culturel, la commune est dans le Pays d'Aure, constitué de la vallée de la Neste (en aval de Sarrancolin), de la vallée d'Aure (en amont de Sarrancolin) et de la vallée du Louron.
Exposée à un climat de montagne, elle est drainée par la Neste et par divers autres petits cours d'eau. Incluse dans le Parc national des Pyrénées, la commune possède un patrimoine naturel remarquable composé de trois zones naturelles d'intérêt écologique, faunistique et floristique.
Cadeilhan-Trachère est une commune rurale qui compte 45 habitants en 2022, après avoir connu un pic de population de 185 habitants en 1831.
Ses habitants sont appelés les Cadeilhanois.

## Géographie

### Localisation
La commune de Cadeilhan-Trachère se trouve dans le département des Hautes-Pyrénées, en région Occitanie.
Elle se situe à 50 km à vol d'oiseau de Tarbes, préfecture du département, à 31 km de Bagnères-de-Bigorre, sous-préfecture, et à 32 km de Capvern, bureau centralisateur du canton de Neste, Aure et Louron dont dépend la commune depuis 2015 pour les élections départementales.
La commune fait en outre partie du bassin de vie d'Arreau.
Les communes les plus proches sont : 
Saint-Lary-Soulan (0,7 km), Vignec (1,0 km), Sailhan (1,6 km), Vielle-Aure (1,8 km), Ens (2,3 km), Bourisp (2,4 km), Estensan (2,5 km), Tramezaïgues (2,9 km).
Sur le plan historique et culturel, Cadeilhan-Trachère fait partie du pays de la vallée d'Aure ou pays d'Aure, constitué de la vallée de la Neste (en aval de Sarrancolin), de la vallée d'Aure (en amont de Sarrancolin) et de la vallée du Louron (confluente à Arreau).

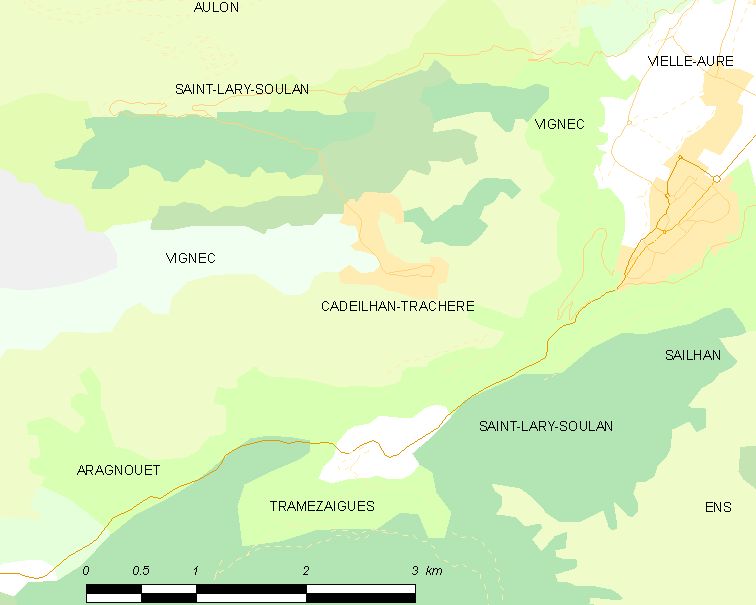
Carte de la commune de Cadeilhan-Trachère et des proches communes.

| Vignec    | Saint-Lary-Soulan  | Vignec            |
| Aragnouet | Cadeilhan-Trachère |                   |
|           | Tramezaïgues       | Saint-Lary-Soulan |

### Hydrographie
La commune est dans le bassin versant de la Garonne, au sein du bassin hydrographique Adour-Garonne. Elle est drainée par le Neste, le ruisseau de Saint-Germais et par divers petits cours d'eau, constituant un réseau hydrographique de 7 km de longueur totale,.
Le Neste, d'une longueur totale de 73,1 km, prend sa source dans la commune d'Aragnouet et s'écoule du sud vers le nord. Il traverse la commune et se jette dans la Garonne à Montréjeau, après avoir traversé 34 communes.

### Climat
Le climat qui caractérise la commune est qualifié, en 2010, de « climat de montagne », selon la typologie des climats de la France qui compte alors huit grands types de climats en métropole. En 2020, la commune ressort du même type de climat dans la classification établie par Météo-France, qui ne compte désormais, en première approche, que cinq grands types de climats en métropole. Pour ce type de climat, la température décroît rapidement en fonction de l'altitude. On observe une nébulosité minimale en hiver et maximale en été. Les vents et les précipitations varient notablement selon le lieu.
Les paramètres climatiques qui ont permis d’établir la typologie de 2010 comportent six variables pour les températures et huit pour les précipitations, dont les valeurs correspondent à la normale 1971-2000. Les sept principales variables caractérisant la commune sont présentées dans l'encadré ci-après.
| Paramètres climatiques communaux sur la période 1971-2000 - Moyenne annuelle de température : 9,5 °C - Nombre de jours avec une température inférieure à −5 °C : 6,2 j - Nombre de jours avec une température supérieure à 30 °C : 3,5 j - Amplitude thermique annuelle : 14,4 °C - Cumuls annuels de précipitation : 1 036 mm - Nombre de jours de précipitation en janvier : 10,2 j - Nombre de jours de précipitation en juillet : 8,6 j |

Avec le changement climatique, ces variables ont évolué. Une étude réalisée en 2014 par la Direction générale de l'Énergie et du Climat complétée par des études régionales prévoit en effet que la  température moyenne devrait croître et la pluviométrie moyenne baisser, avec toutefois de fortes variations régionales. Ces changements peuvent être constatés sur la station météorologique de Météo-France la plus proche, « Génos », sur la commune de Génos, mise en service en 1969 et qui se trouve à 7 km à vol d'oiseau,, où la température moyenne annuelle est de 7,8 °C et la hauteur de précipitations de 1 483,6 mm pour la période 1981-2010.
Sur la station météorologique historique la plus proche, « Tarbes-Lourdes-Pyrénées », sur la commune d'Ossun, mise en service en 1946 et à 49 km, la température moyenne annuelle évolue de 12,2 °C pour la période 1971-2000, à 12,6 °C pour 1981-2010, puis à 12,9 °C pour 1991-2020.

### Milieux naturels et biodiversité

Sélection de vues du village.
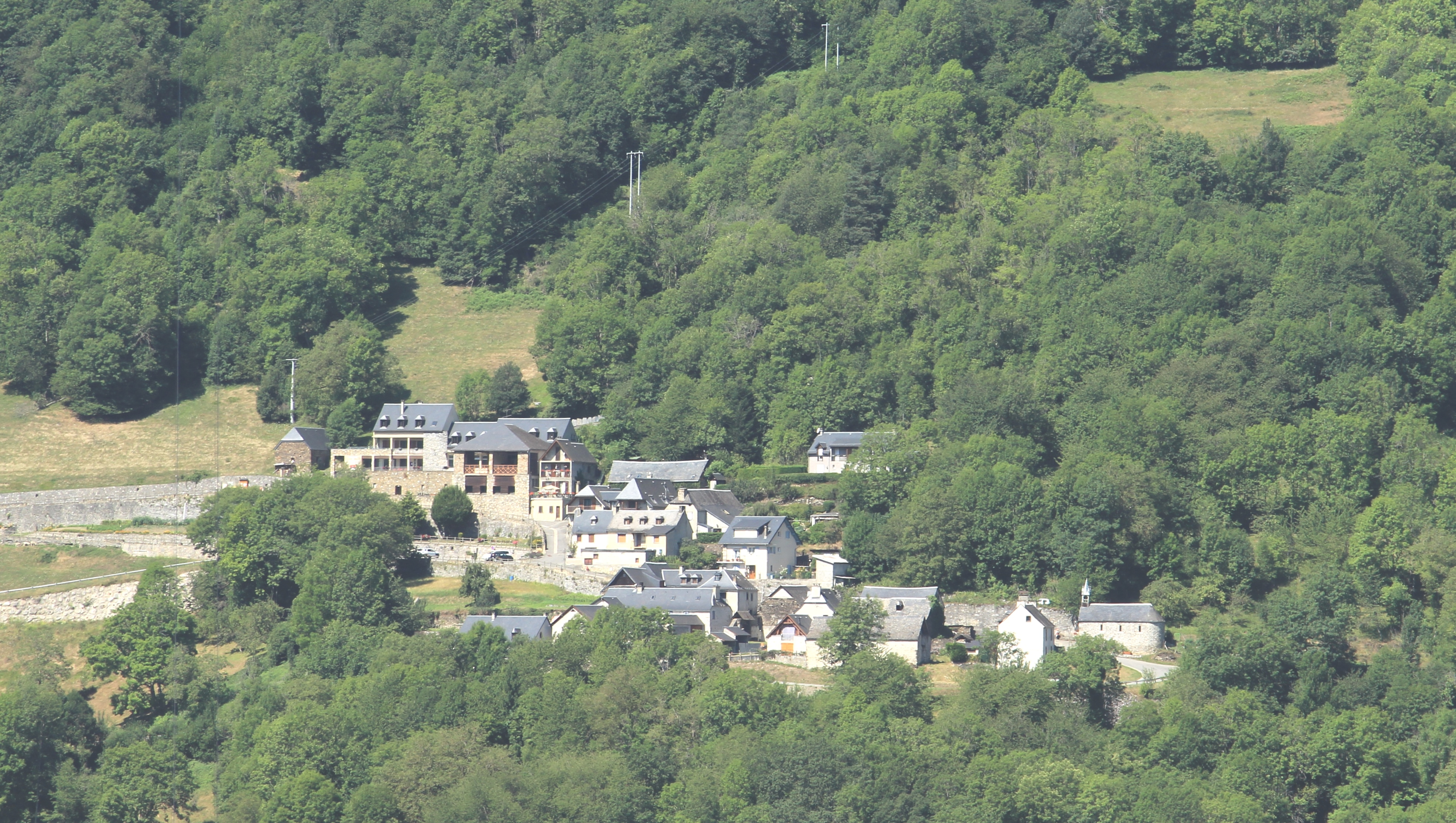
Hameau de Cadeilhan
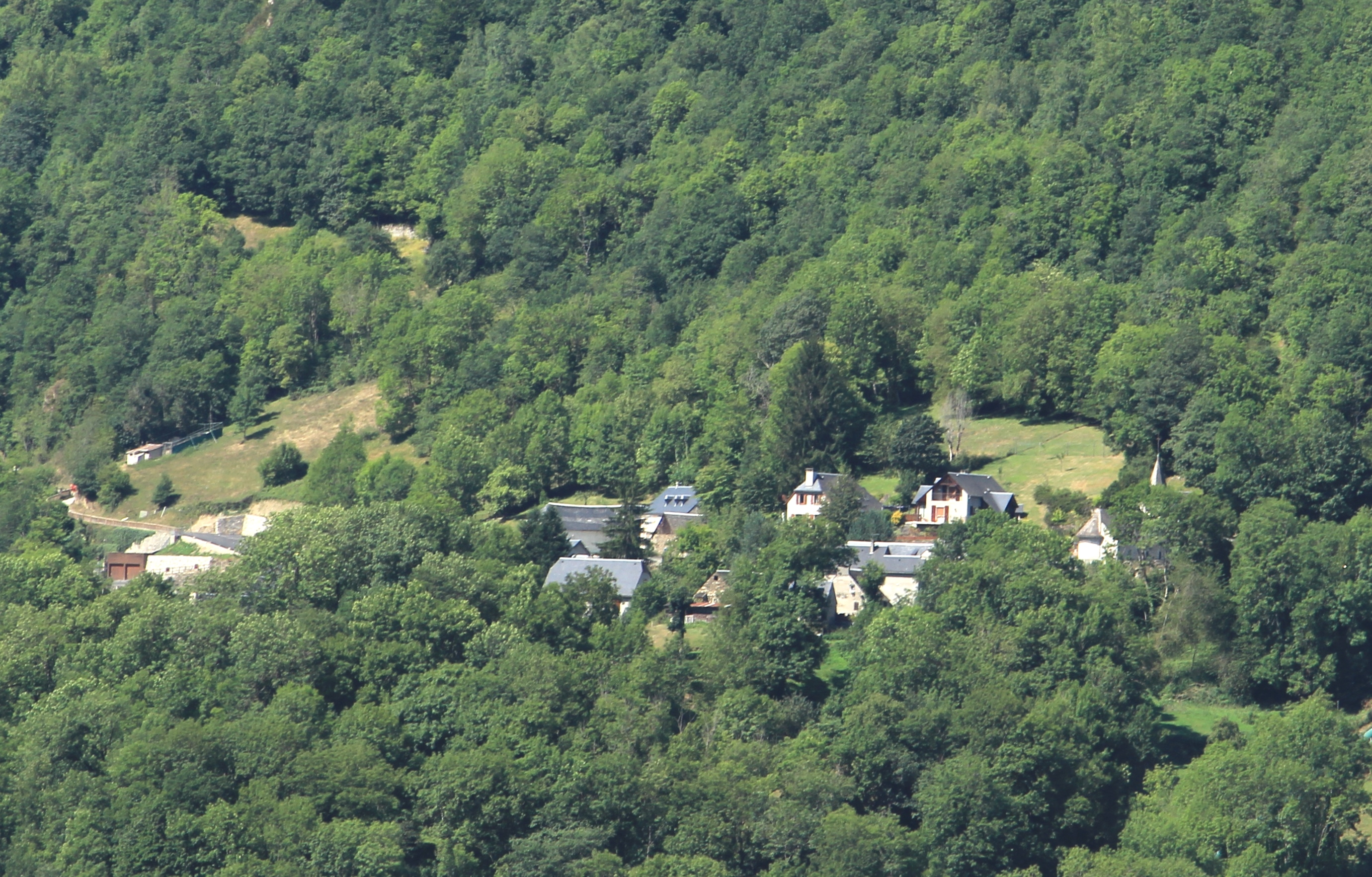
Hameau de Trachère

#### Espaces protégés
La protection réglementaire est le mode d’intervention le plus fort pour préserver des espaces naturels remarquables et leur biodiversité associée,.
Dans ce cadre, la commune fait partie de l'aire d'adhésion du Parc National des Pyrénées. Ce  parc national, créé en 1967, abrite une faune riche et spécifique particulièrement intéressante : importantes populations d’isards, colonies de marmottes réimplantées avec succès, grands rapaces tels le Gypaète barbu, le Vautour fauve, le Percnoptère d’Égypte ou l’Aigle royal, le Grand tétras et le discret Desman des Pyrénées qui constitue l’exemple type de ce précieux patrimoine confié au Parc national et aussi l'Ours des Pyrénées,,.

#### Zones naturelles d'intérêt écologique, faunistique et floristique
L’inventaire des zones naturelles d'intérêt écologique, faunistique et floristique (ZNIEFF) a pour objectif de réaliser une couverture des zones les plus intéressantes sur le plan écologique, essentiellement dans la perspective d’améliorer la connaissance du patrimoine naturel national et de fournir aux différents décideurs un outil d’aide à la prise en compte de l’environnement dans l’aménagement du territoire.
Deux ZNIEFF de type 1 sont recensées sur la commune :
« la Neste, amont » (100 ha), couvrant 18 communes du département et 
la « montagne d'Eget » (1 734 ha), couvrant 5 communes du département
et une ZNIEFF de type 2, : 
la « Haute vallée d'Aure » (43 605 ha), couvrant 38 communes du département.

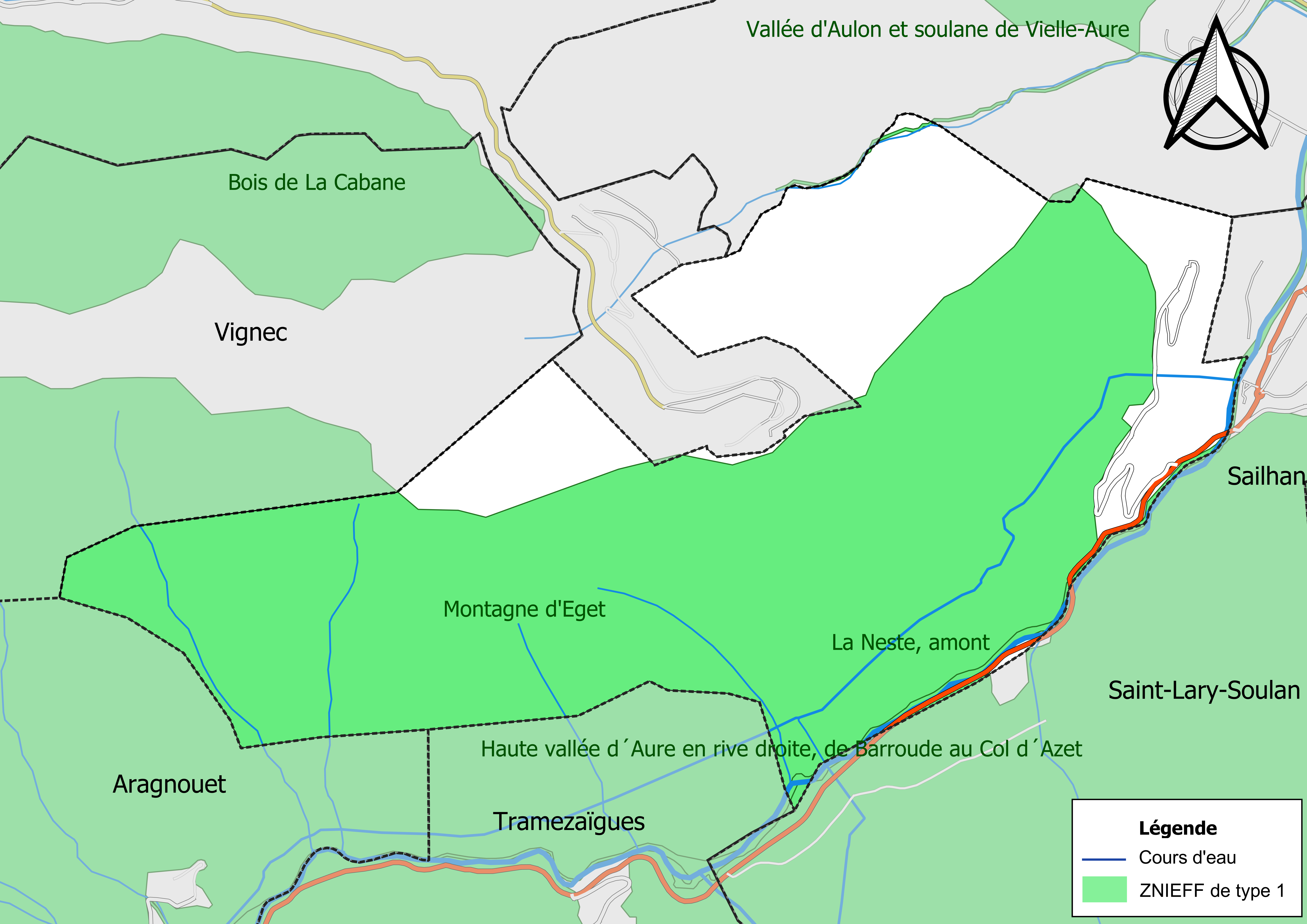
Carte des ZNIEFF de type 1 sur la commune.
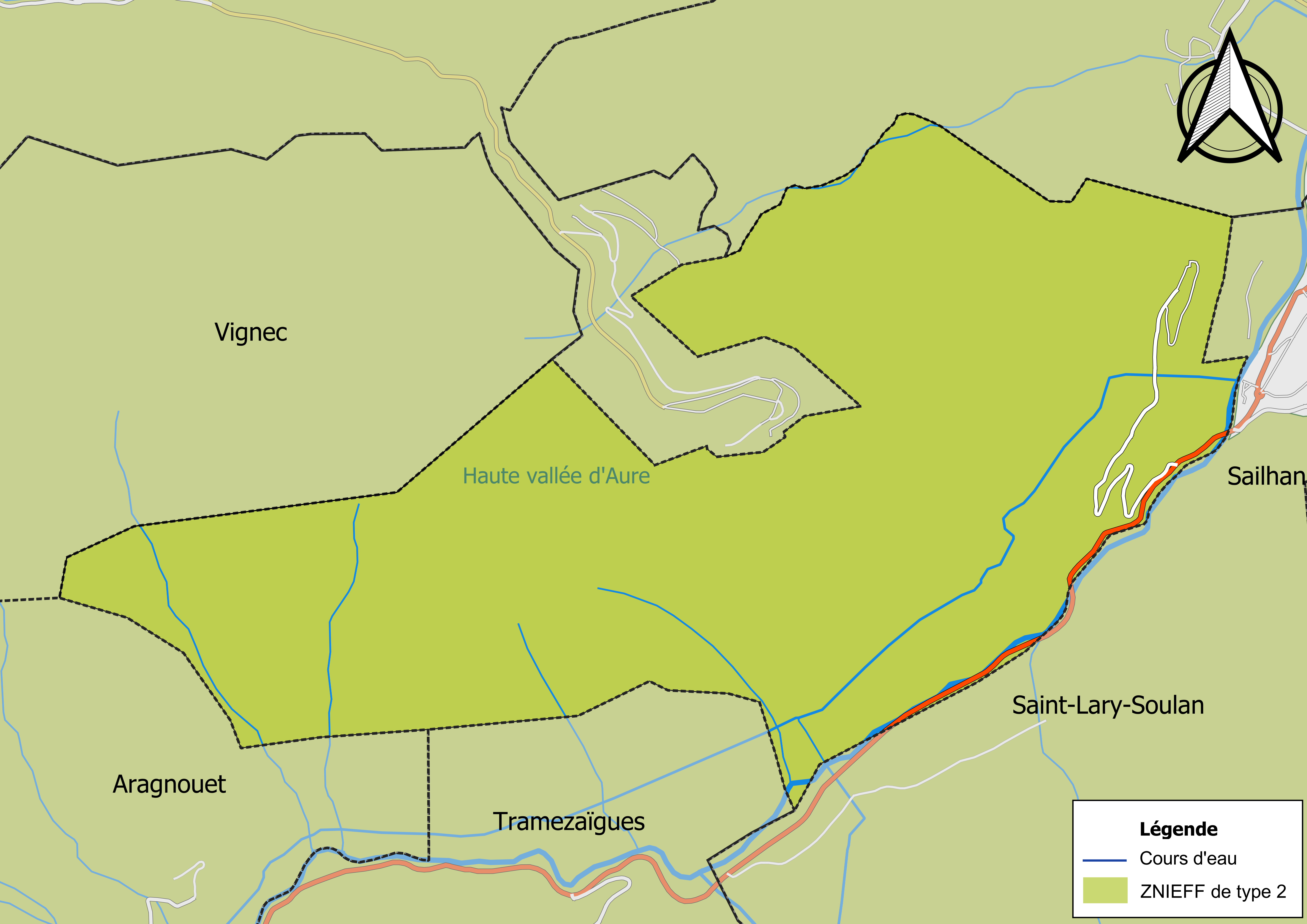
Carte de la ZNIEFF de type 2 sur la commune.

## Urbanisme

### Typologie
Au 1er janvier 2024, Cadeilhan-Trachère est catégorisée commune rurale à habitat très dispersé, selon la nouvelle grille communale de densité à sept niveaux définie par l'Insee en 2022.
Elle est située hors unité urbaine et hors attraction des villes,.

### Occupation des sols
L'occupation des sols de la commune, telle qu'elle ressort de la base de données européenne d’occupation biophysique des sols Corine Land Cover (CLC), est marquée par l'importance des forêts et milieux semi-naturels (98,6 % en 2018), une proportion identique à celle de 1990 (98,6 %). La répartition détaillée en 2018 est la suivante : 
milieux à végétation arbustive et/ou herbacée (64,5 %), forêts (34,1 %), zones urbanisées (1,1 %), prairies (0,4 %).
L'IGN met par ailleurs à disposition un outil en ligne permettant de comparer l’évolution dans le temps de l’occupation des sols de la commune (ou de territoires à des échelles différentes). Plusieurs époques sont accessibles sous forme de cartes ou photos aériennes : la carte de Cassini (XVIIIe siècle), la carte d'état-major (1820-1866) et la période actuelle (1950 à aujourd'hui).

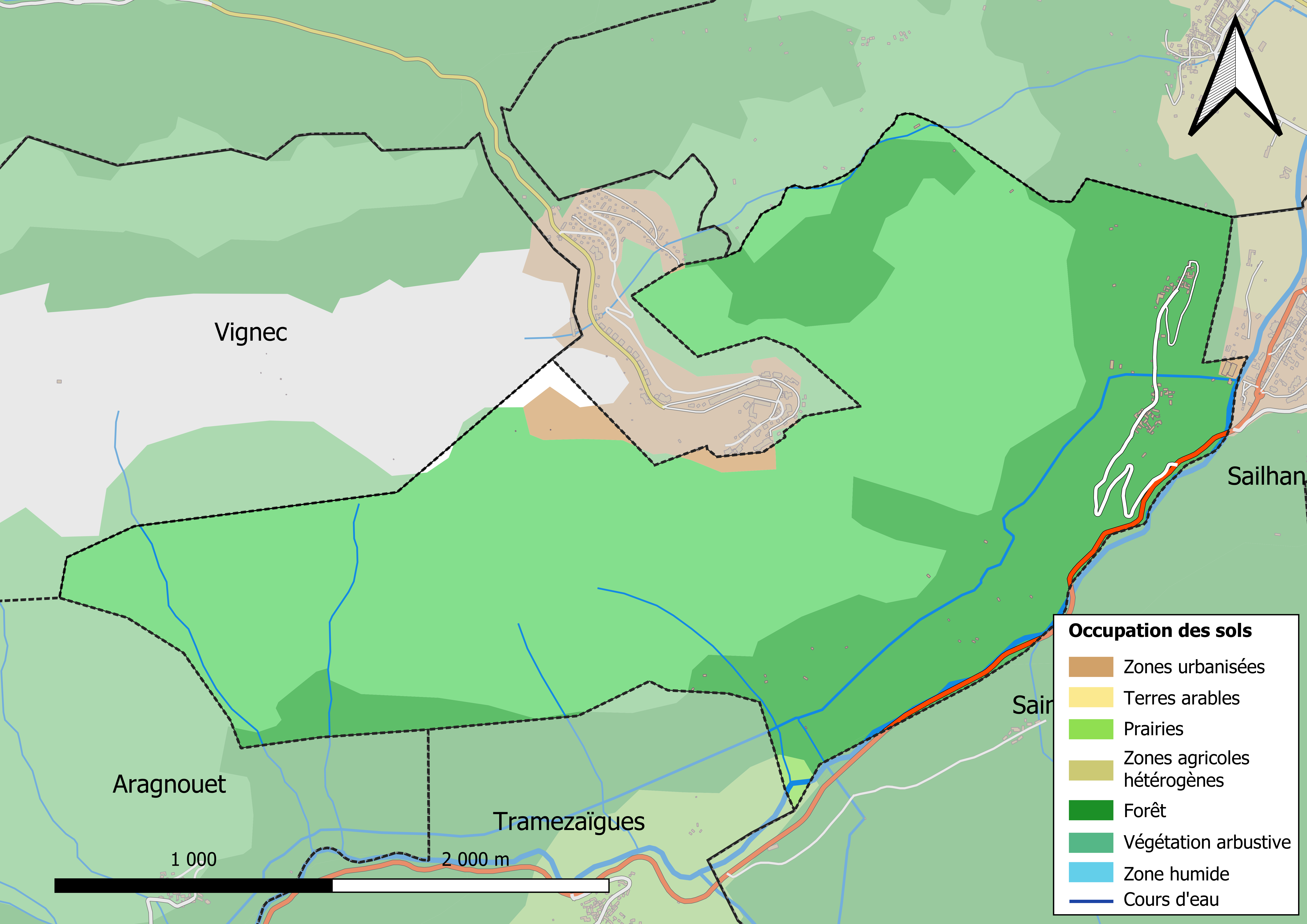
Carte des infrastructures et de l'occupation des sols en 2018 (CLC) de la commune.
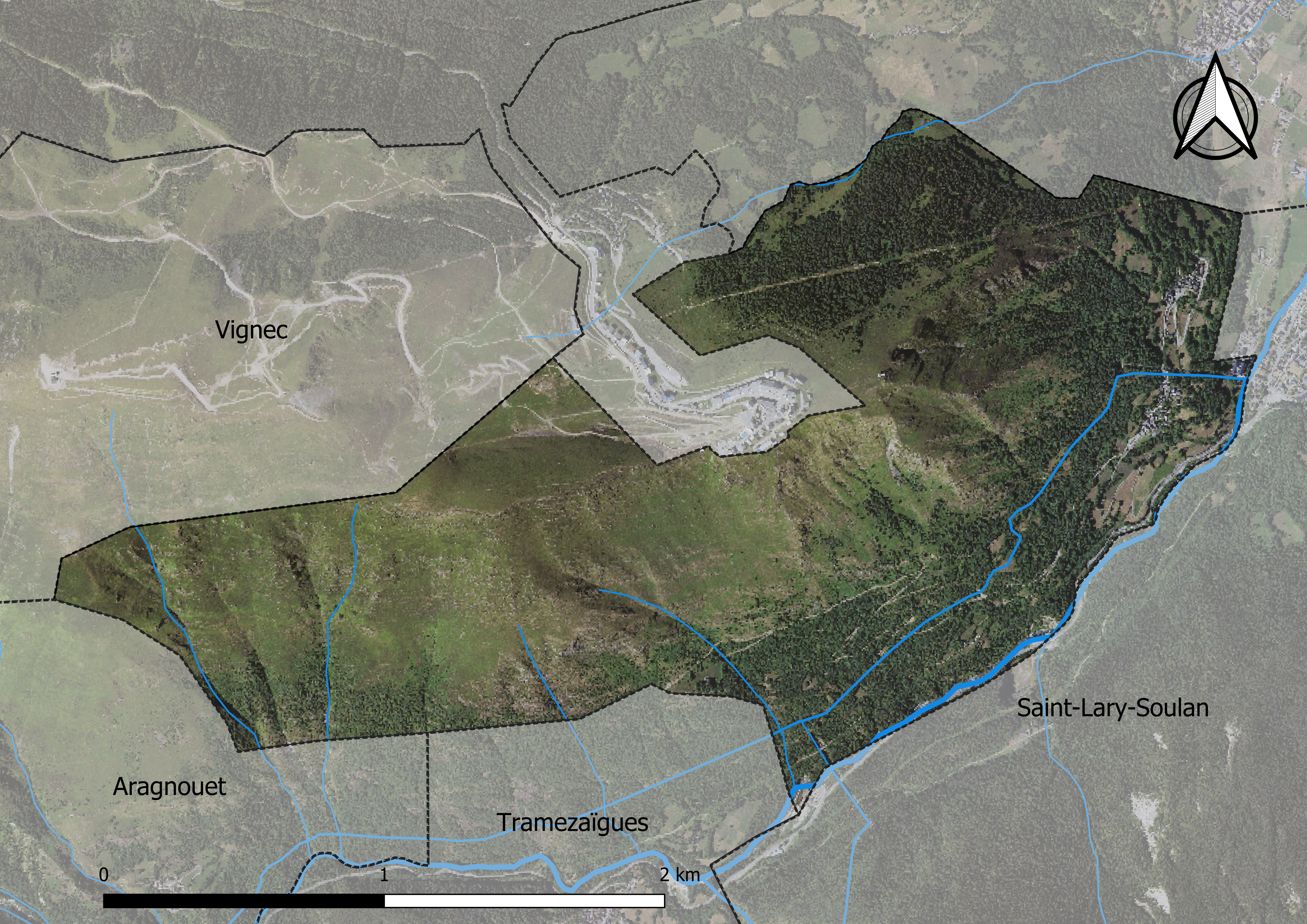
Carte orthophotogrammétrique de la commune.

### Logement
En 2012, le nombre total de logements dans la commune est de 45.

Parmi ces logements, 56,7 % sont des résidences principales, 36.1  % des résidences secondaires 7.2  % des logements vacants.

### Voies de communication et transports
Cette commune est desservie par la route départementale D 929 et par la route départementale D 123a.

### Risques majeurs
Le territoire de la commune de Cadeilhan-Trachère est vulnérable à différents aléas naturels : météorologiques (tempête, orage, neige, grand froid, canicule ou sécheresse), inondations, feux de forêts, mouvements de terrains, avalanche  et séisme (sismicité moyenne). Un site publié par le BRGM permet d'évaluer simplement et rapidement les risques d'un bien localisé soit par son adresse soit par le numéro de sa parcelle.
Certaines parties du territoire communal sont susceptibles d’être affectées par le risque d’inondation par débordement de cours d'eau, notamment le Neste. La cartographie des zones inondables en ex-Midi-Pyrénées réalisée dans le cadre du XIe Contrat de plan État-région, visant à informer les citoyens et les décideurs sur le risque d’inondation, est accessible sur le site de la DREAL Occitanie. La commune a été reconnue en état de catastrophe naturelle au titre des dommages causés par les inondations et coulées de boue survenues en 1982, 1999, 2009 et 2013,.
Cadeilhan-Trachère est exposée au risque de feu de forêt. Un plan départemental de protection des forêts contre les incendies a été approuvé par arrêté préfectoral le 21 avril 2020 pour la période 2020-2029. Le précédent couvrait la période 2007-2017. L’emploi du feu est régi par deux types de réglementations. D’abord le code forestier et l’arrêté préfectoral du 27 octobre 2014, qui réglementent l’emploi du feu à moins de 200 m des espaces naturels combustibles sur l’ensemble du département. Ensuite celle établie dans le cadre de la lutte contre la pollution de l’air, qui interdit le brûlage des déchets verts des particuliers. L’écobuage est quant à lui réglementé dans le cadre de commissions locales d’écobuage (CLE).

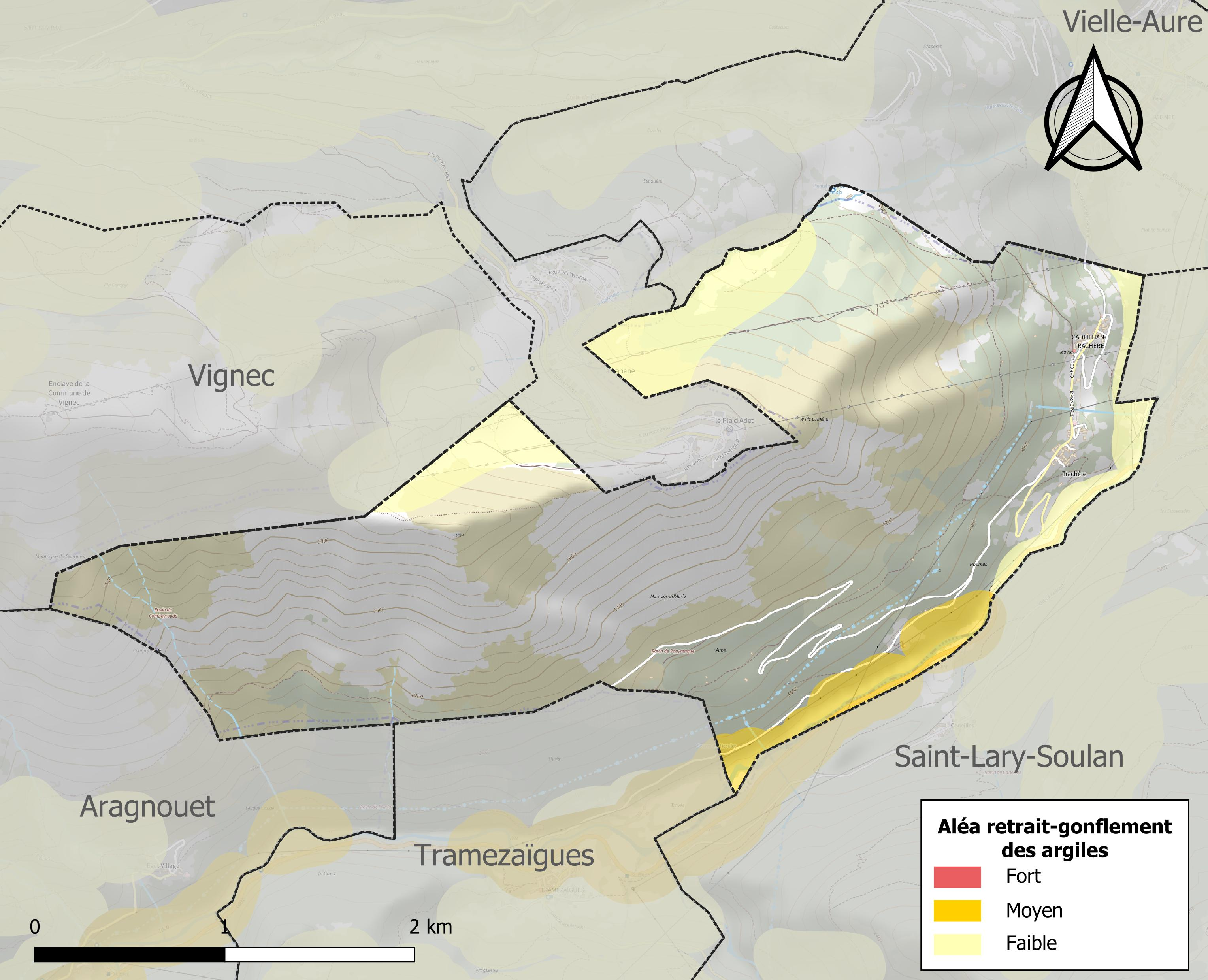
Carte des zones d'aléa retrait-gonflement des sols argileux de Cadeilhan-Trachère.

Les mouvements de terrains susceptibles de se produire sur la commune sont des mouvements de sols liés à la présence d'argile et des tassements différentiels.
Le retrait-gonflement des sols argileux est susceptible d'engendrer des dommages importants aux bâtiments en cas d’alternance de périodes de sécheresse et de pluie. 3,3 % de la superficie communale est en aléa moyen ou fort (44,5 % au niveau départemental et 48,5 % au niveau national). Sur les 36 bâtiments dénombrés sur la commune en 2019, 0 sont en aléa moyen ou fort, soit 0 %, à comparer aux 75 % au niveau départemental et 54 % au niveau national. Une cartographie de l'exposition du territoire national au retrait gonflement des sols argileux est disponible sur le site du BRGM,.
Par ailleurs, afin de mieux appréhender le risque d’affaissement de terrain, l'inventaire national des cavités souterraines permet de localiser celles situées sur la commune.
Concernant les mouvements de terrains, la commune a été reconnue en état de catastrophe naturelle au titre des dommages causés par des mouvements de terrain en 1999 et 2013.
La commune est exposée aux risques d'avalanche. Les habitants exposés à ce risque doivent se renseigner, en mairie, de l’existence d’un plan de prévention des risques avalanches (PPRA). Le cas échéant, identifier les mesures applicables à l'habitation, identifier, au sein de l'habitation, la pièce avec la façade la moins exposée à l’aléa pouvant faire office, au besoin, de zone de confinement et équiper cette pièce avec un kit de situation d’urgence,.

## Toponymie

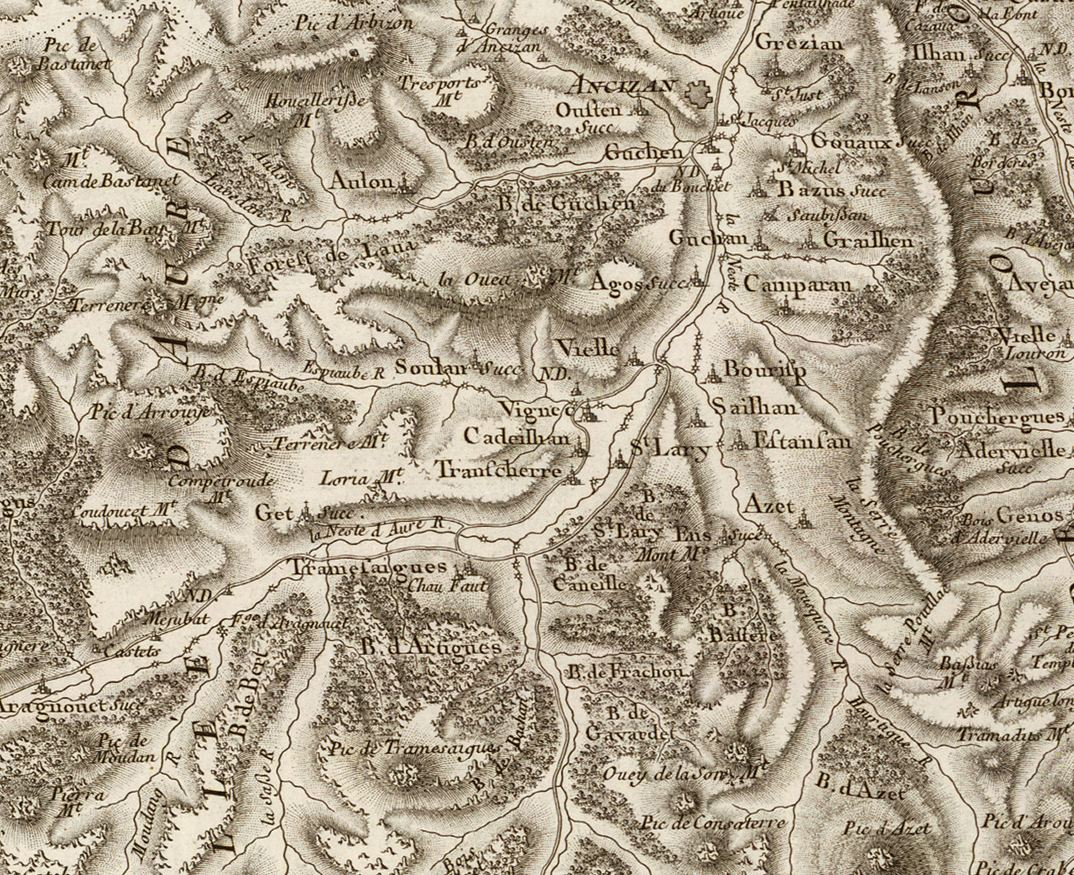
Extrait de la carte de Cassini (entre 1756 et 1789) situant Cadeilhan-Trachère au sud ouest de Saint-Lary

On trouvera les principales informations dans le Dictionnaire toponymique des communes des Hautes Pyrénées de Michel Grosclaude et Jean-François Le Nail qui rapporte les dénominations historiques du village :

### Cadeilhan
Dénominations historiques :
- De Cadelhano , latin (1387, pouillé du Comminges) ;
- Cadeilhan et Trascherre, (1738, registres paroissiaux) ;
- Cadeillan, Trechere, (1767, cartulaire du Comminges) ;
- Cadeilhan, (1790, Département 1) ;
- Cadeilhan-Trachère, (1806, Laboulinière).

Étymologie : nom de domaine antique formé du nom de personnage latin Catilius et suffixe anum (> -an en gascon) avec remontée de l’accent tonique sur l’avant-dernière syllabe.
Nom occitan : Cadelha.

### Trachère
Dénominations historiques :
- Per de Traseras, P. de Traseres, (v. 1180, cartulaires de Bigorre) ;
- de Transserra, de Transera, latin (1387, pouillé du Comminges) ;
- Tranchere, (1790, Département 1) ;
- Tracherre, (1790, Département 2) ;
- Transcherre , (fin XVIIIe siècle, carte de Cassini).

Étymologie : du gascon trans (= au-delà ) et sèrra (= colline).
Nom occitan : Trashèrra.

## Histoire
Cadeilhan et Trachère sont citées comme communes distinctes en 1790, elles sont réunies entre 1791 et 1801.

### Cadastre napoléonien de Cadeilhan-Trachère
Le plan cadastral napoléonien de Cadeilhan-Trachère est consultable sur le site des archives départementales des Hautes-Pyrénées.

## Politique et administration

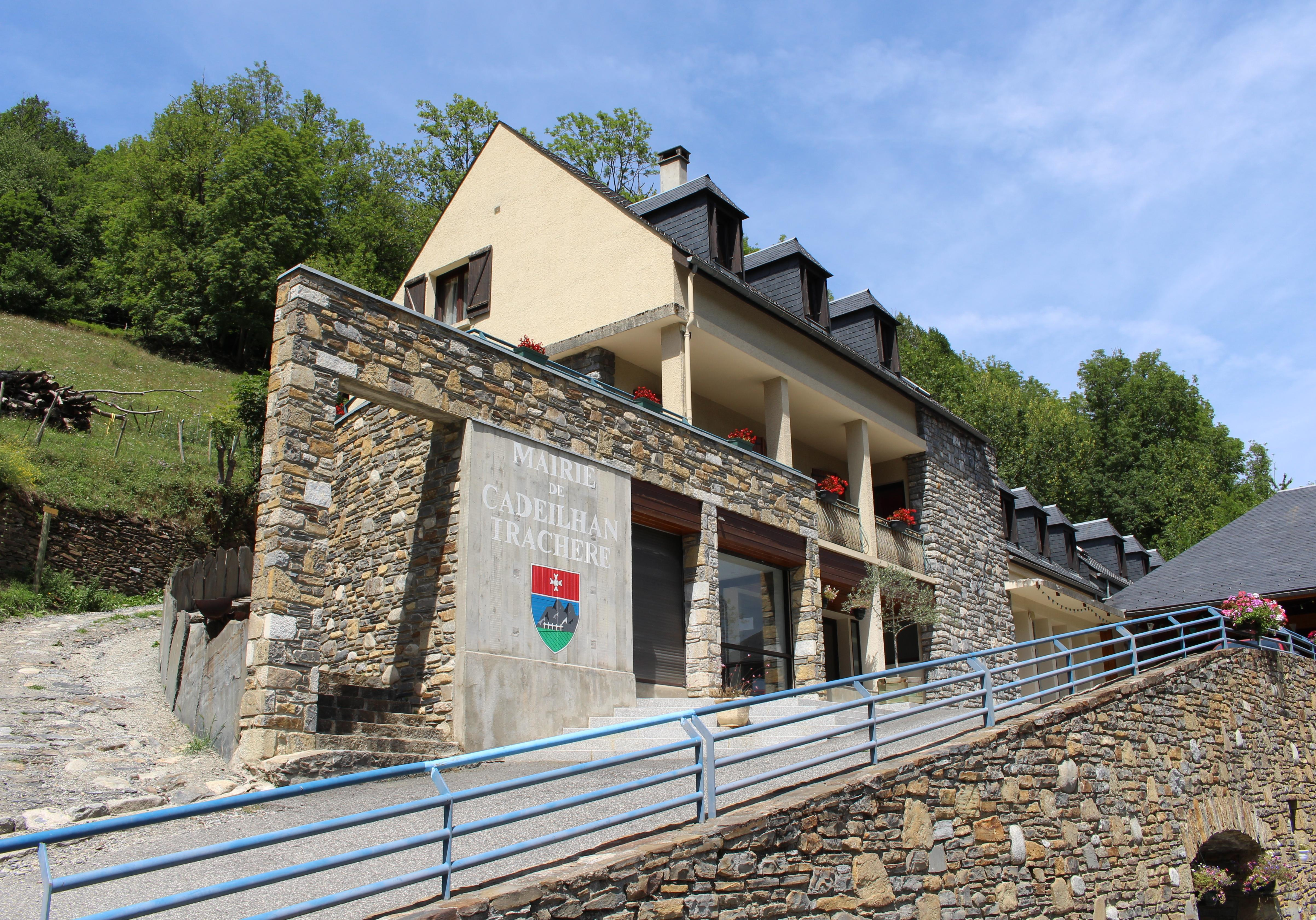
La mairie en 2015.

### Liste des maires
| Période                                  | Période          | Identité       | Étiquette | Qualité                                                                                |
| ---------------------------------------- | ---------------- | -------------- | --------- | -------------------------------------------------------------------------------------- |
| Les données manquantes sont à compléter. |                  |                |           |                                                                                        |
| 1983                                     | 1986             | Pierre Mouniq  | MRG       | Médecin Conseiller général de Vielle-Aure (1949 → 1992) Ancien maire de Bourisp (1977) |
| Les données manquantes sont à compléter. |                  |                |           |                                                                                        |
| mars 2001                                | 2018 (démission) | Jean Brun      |           | Retraité                                                                               |
| février 2018                             | En cours         | Michel Bessone | SE        |                                                                                        |

### Rattachements administratifs et électoraux

#### Historique administratif
Sénéchaussée d'Auch, pays des Quatre-Vallées, vallée d'Aure, canton d'Arreau puis de Vielle-Aure (1790-2014). Cadeilhan et Trachère sont citées comme communes distinctes en 1790 sont réunies entre 1791 et 1801.

#### Intercommunalité
Cadeilhan-Trachère appartient à la communauté de communes Aure Louron créée au 1er janvier 2017 et qui réunit 47 communes.

### Jumelages
La commune de Cadeilhan-Trachère est jumelée avec la commune de :
- Labuerda (Espagne).

## Population et société

### Démographie

#### Évolution démographique
L'évolution du nombre d'habitants est connue à travers les recensements de la population effectués dans la commune depuis 1793. Pour les communes de moins de 10 000 habitants, une enquête de recensement portant sur toute la population est réalisée tous les cinq ans, les populations de référence des années intermédiaires étant quant à elles estimées par interpolation ou extrapolation. Pour la commune, le premier recensement exhaustif entrant dans le cadre du nouveau dispositif a été réalisé en 2004.

En 2022, la commune comptait 45 habitants, en évolution de +18,42 % par rapport à 2016 (Hautes-Pyrénées : +1,59 %, France hors Mayotte : +2,11 %).
| 1793 | 1800 | 1806 | 1821 | 1831 | 1836 | 1841 | 1846 | 1851 |
| ---- | ---- | ---- | ---- | ---- | ---- | ---- | ---- | ---- |
| 149  | 134  | 155  | 183  | 185  | 184  | 163  | 181  | 167  |

| 1856 | 1861 | 1866 | 1872 | 1876 | 1881 | 1886 | 1891 | 1896 |
| ---- | ---- | ---- | ---- | ---- | ---- | ---- | ---- | ---- |
| 160  | 150  | 147  | 151  | 146  | 163  | 151  | 132  | 122  |

| 1901 | 1906 | 1911 | 1921 | 1926 | 1931 | 1936 | 1946 | 1954 |
| ---- | ---- | ---- | ---- | ---- | ---- | ---- | ---- | ---- |
| 116  | 125  | 127  | 124  | 113  | 99   | 105  | 97   | 82   |

| 1962 | 1968 | 1975 | 1982 | 1990 | 1999 | 2004 | 2006 | 2009 |
| ---- | ---- | ---- | ---- | ---- | ---- | ---- | ---- | ---- |
| 75   | 68   | 42   | 39   | 47   | 55   | 52   | 47   | 43   |

| 2014 | 2019 | 2022 | - | - | - | - | - | - |
| ---- | ---- | ---- | - | - | - | - | - | - |
| 40   | 42   | 45   | - | - | - | - | - | - |

### Enseignement
La commune dépend de l'académie de Toulouse. Elle ne dispose plus d'école en 2016.

## Économie

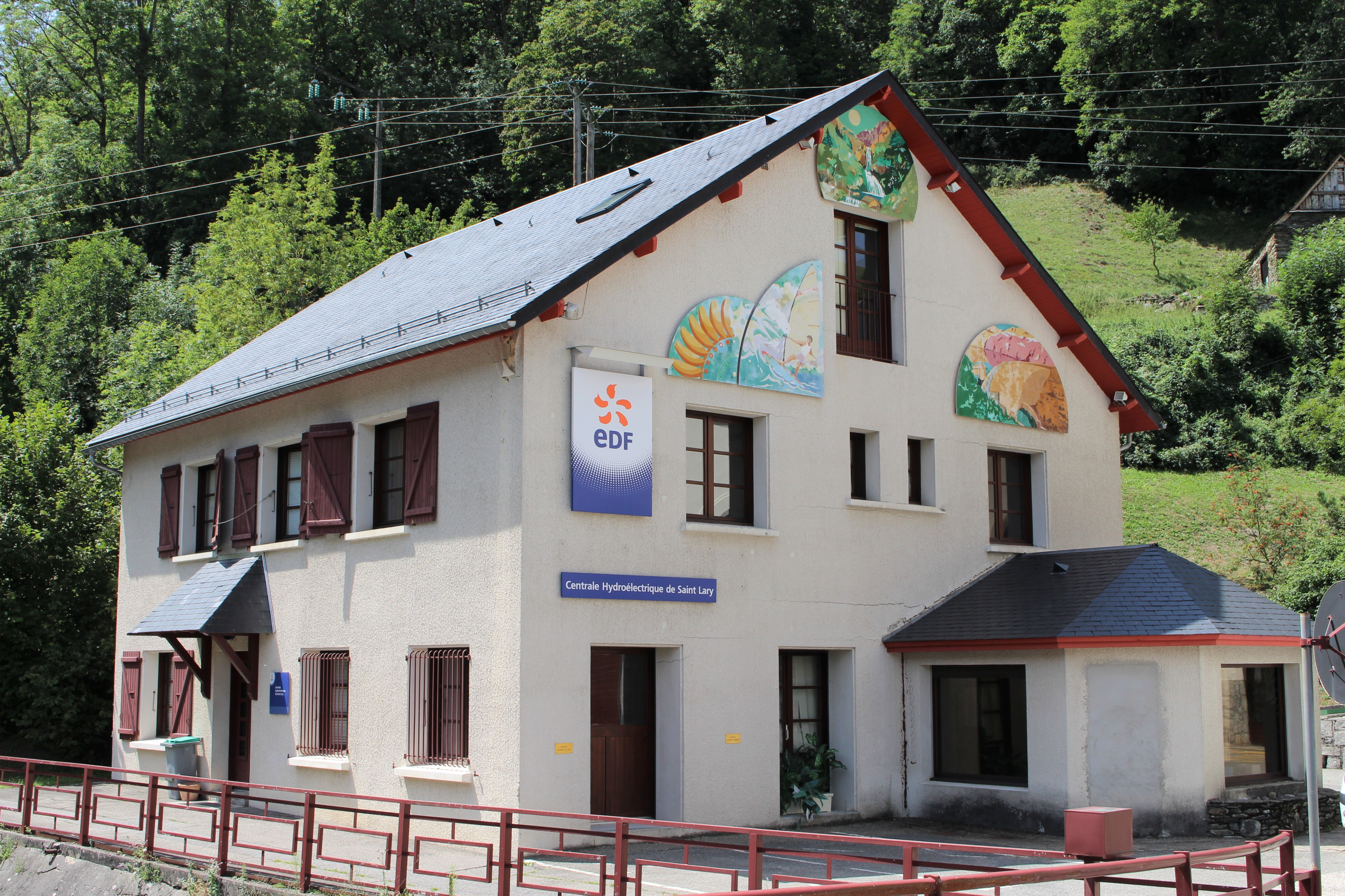
La centrale hydroélectrique de Cadeilhan-Trachère

.

### Emploi
|                | 2008  | 2013  | 2018  |
| -------------- | ----- | ----- | ----- |
| Commune        | 3,6 % | 9,5 % | 5 %   |
| Département    | 7,7 % | 9,4 % | 9,8 % |
| France entière | 8,3 % | 10 %  | 10 %  |

En 2018, la population âgée de 15 à 64 ans s'élève à 20 personnes, parmi lesquelles on compte 75 % d'actifs (70 % ayant un emploi et 5 % de chômeurs) et 25 % d'inactifs,. Depuis 2008, le taux de chômage communal (au sens du recensement) des 15-64 ans est inférieur à celui de la France et du département.
La commune est hors attraction des villes,. Elle compte 4 emplois en 2018, contre 2 en 2013 et 2 en 2008. Le nombre d'actifs ayant un emploi résidant dans la commune est de 15, soit un indicateur de concentration d'emploi de 26,6 % et un taux d'activité parmi les 15 ans ou plus de 42,1 %.
Sur ces 15 actifs de 15 ans ou plus ayant un emploi, 3 travaillent dans la commune, soit 20 % des habitants. Pour se rendre au travail, 86,7 % des habitants utilisent un véhicule personnel ou de fonction à quatre roues et 13,3 % s'y rendent en deux-roues, à vélo ou à pied.

## Culture locale et patrimoine

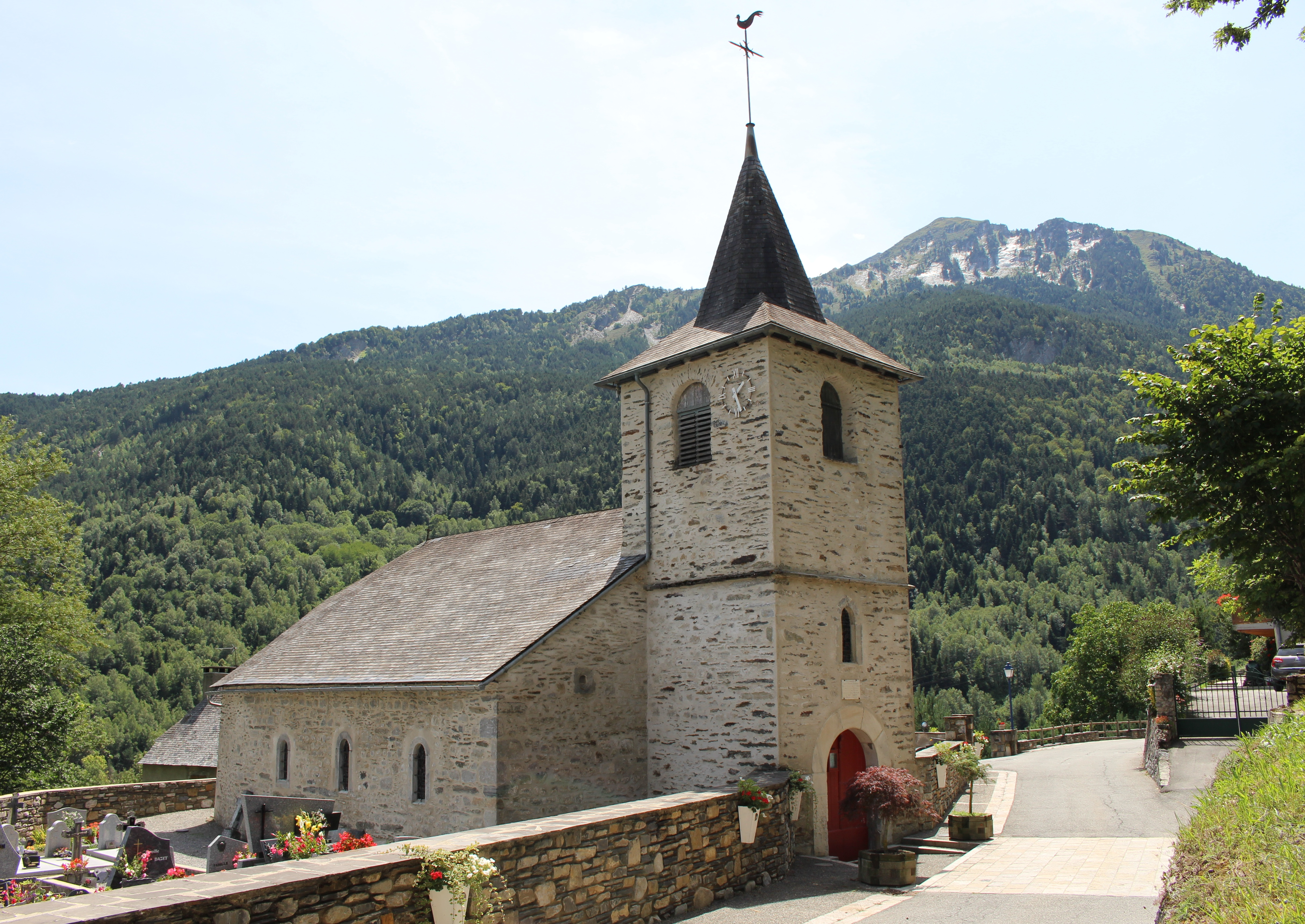
L'église Saint-Missolin.

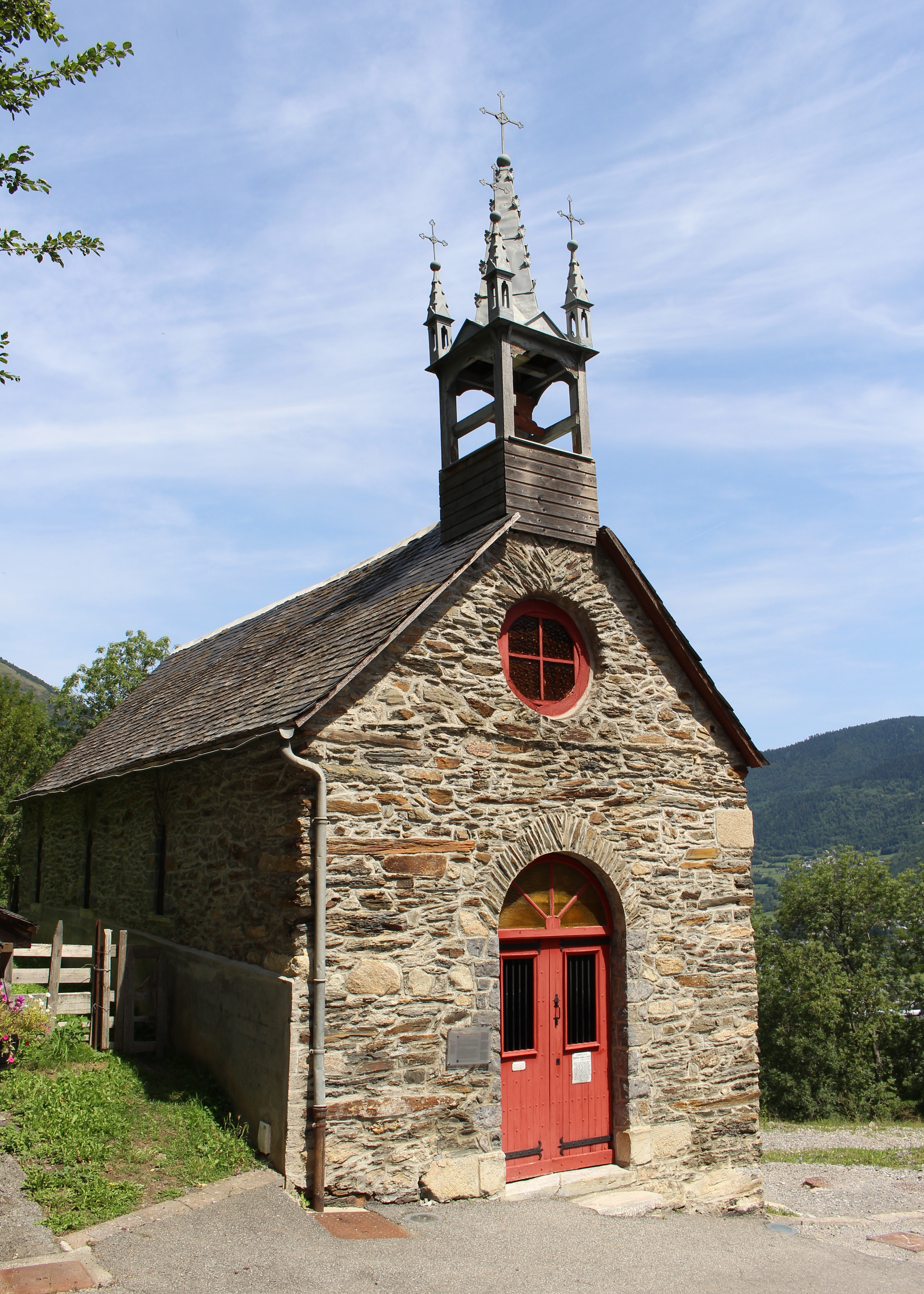
La chapelle Notre-Dame de Pitié.

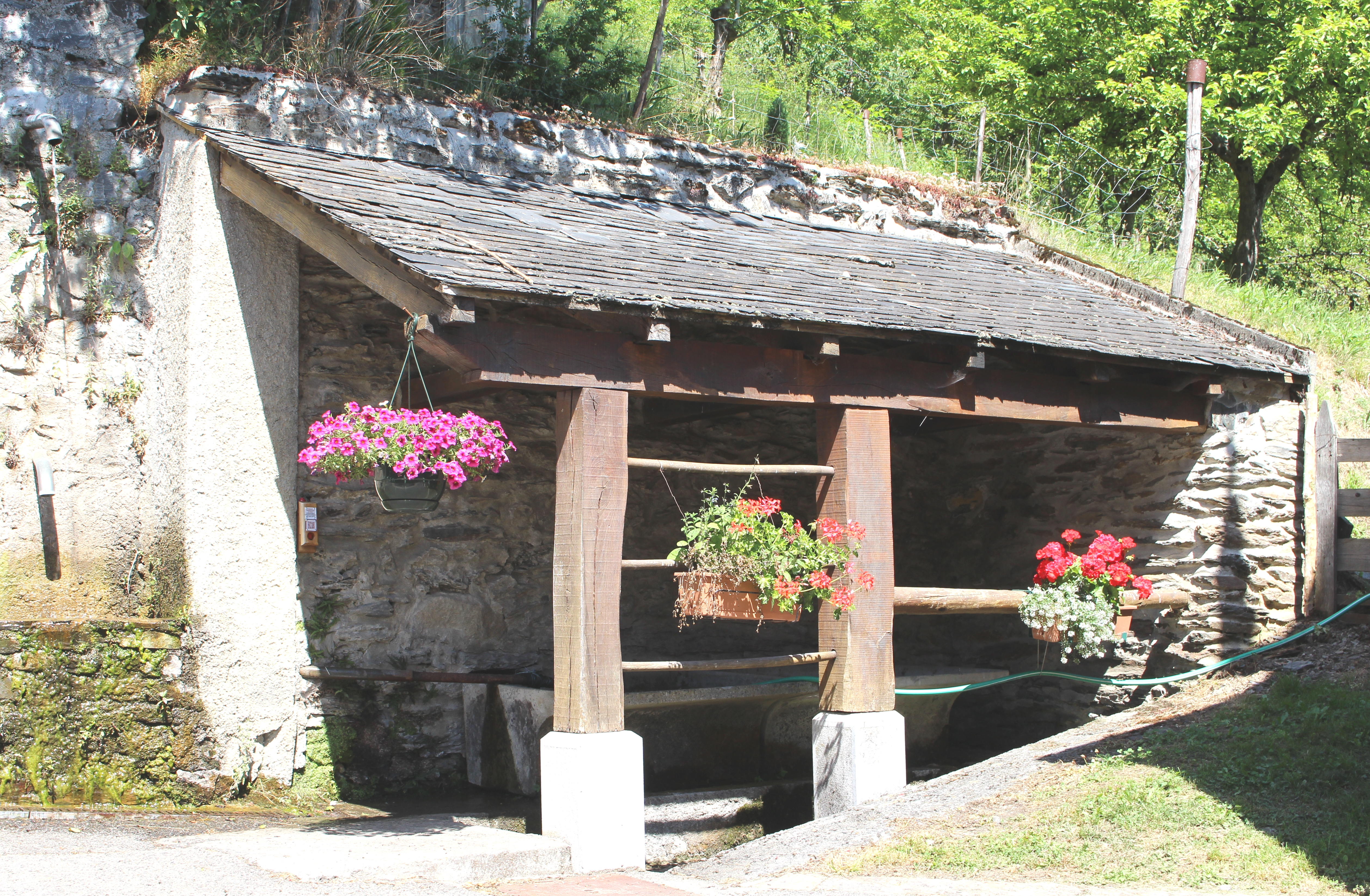
Le lavoir de Cadeilhan en 2016.

### Lieux et monuments
- Chapelle Notre-Dame de Pitié de Cadeilhan (Notre-Dame-de-Pitié ou Pitié de Cadeilhan)[52].
- Église Saint-Missolin, Saint-Blaise de Trachère.
- Lavoir.

## Voir aussi

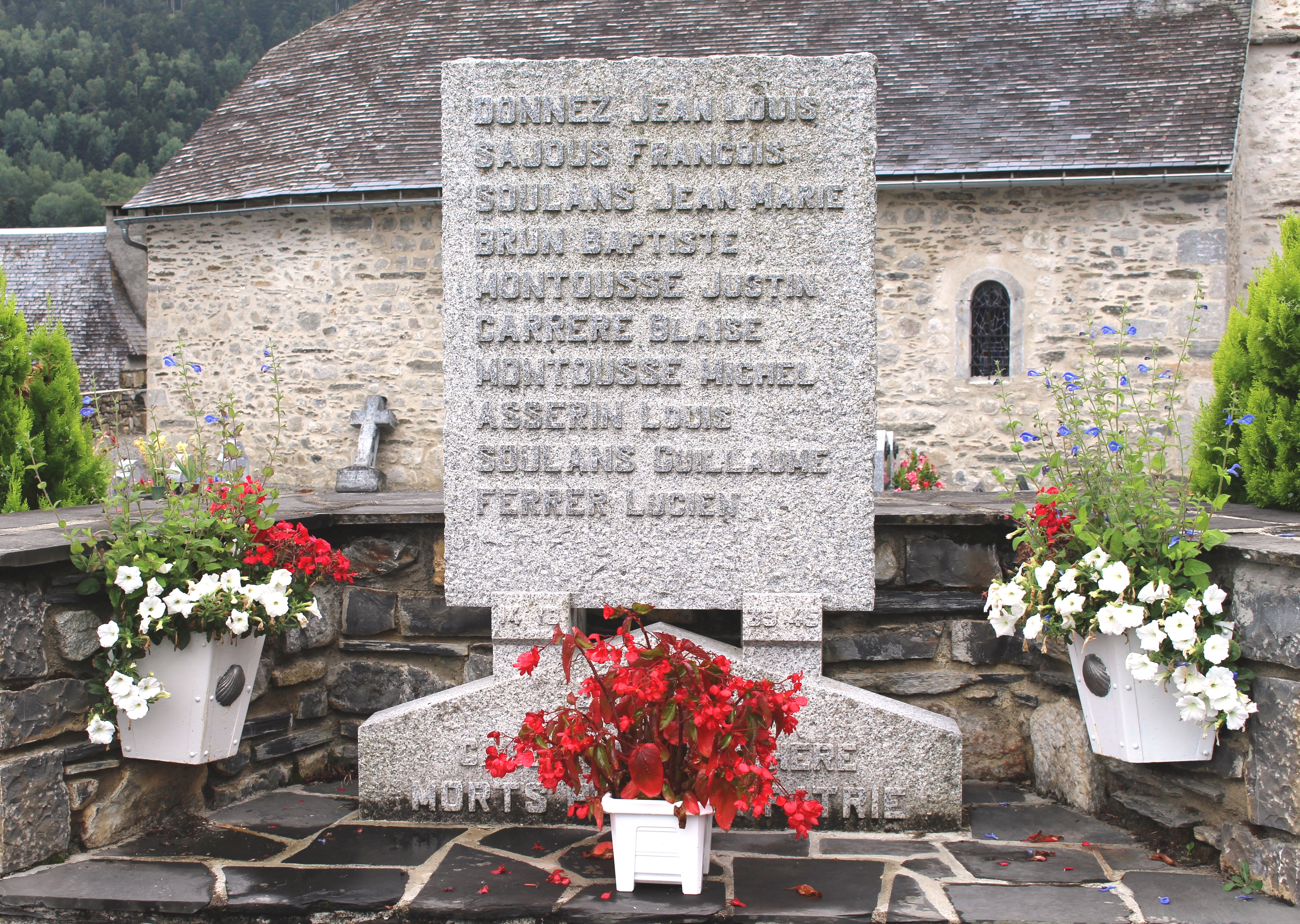
Le monument aux morts municipal.

### Héraldique
| Blason | Blasonnement : D'azur à la montagne d'argent ombrée de sable chargée au pied d'une barrière aussi d'argent, sur une terrasse de sinople, au chef cousu de gueules chargé d'une croix de Malte d'argent. |